# Марк Фішер (теоретик)
Марк Фішер (англ. Mark Fisher; 11 липня 1968 — 13 січня 2017) — британський письменник, критик і теоретик культури, викладач факультету візуальної культури Університету Голдсмітс. Спочатку здобув визнання як блогер k-punk, на початку 2000-х років, став відомим завдяки публіцистиці на теми радикальної політики, музики і масової культури. Публікувався в The Wire, The Guardian, Fact, New Statesman та Sight & Sound. Відомий також як автор книжки Капіталістичний реалізм (2009).
Все своє життя страждав від депресії, на цю тему написав багато текстів. Вчинив самогубство 13 січня 2017 року.

## Біографія
Отримав диплом бакалавра мистецтв з англійської мови й філософії в Університеті Галла (1989) і здобув ступінь доктора філософії в Університеті Ворик в 1999 році, тема дисертації:  «Flatline Constructs: Gothic Materialism and Cybernetic Theory-Fiction». Був одним із засновників міждисциплінарного дослідницького колективу, відомого як Cybernetic Culture Research Unit. Викладав філософію в коледжі і почав вести блог k-punk у 2003 році. Його блог був названий «одним із найбільш успішних блогів про культурну теорію», музичний критик Саймон Рейнольдс описав його як «журнал однієї людини, який перевершує більшість видань у Великій Британії».
Згодом був науковим співробітником і викладачем в Університеті Голдсмітс, редактором у Zero Books, членом редколегії журналу «Interference: a journal of audio culture» і серії Спекулятивний реалізм видавництва Edinburgh University Press, виконував обов'язки заступника редактора в The Wire. У 2009 році, був редактором збірки критичних есе про творчість і смерть Майкла Джексона — «The Resistible Demise of Michael Jackson», а також опублікував книжку «Капіталістичний реалізм: немає альтернативи?», аналіз ідеологічного впливу неолібералізму на сучасну культуру. У 2014 році Фішер видав книжки «Примари з мого життя: праці з депресії» (Ghosts of My Life: Writings on Depression), «Hauntology and Lost Futures», в 2017 — «The Weird and the Eerie».
Вчинив самогубство 13 січня 2017 року, у віці 48 років.

## Праці
- The Resistible Demise of Michael Jackson. Ed. by Mark Fisher. Winchester: Zero Books, 2009. ISBN 978-1846943485
- Capitalist Realism: Is there no alternative?. Winchester: Zero Books, 2009. ISBN 978-1846943171
- Ghosts of My Life: Writings on Depression, Hauntology and Lost Futures. Winchester: Zero Books, 2014. ISBN 978-1780992266
- The Weird and the Eerie. Repeater Books, 2017. ISBN 978-1910924389

## Переклади українською
- Капіталістичний реалізм: легше уявити кінець світу, аніж кінець капіталізму [Архівовано 18 жовтня 2018 у Wayback Machine.] // Спільне, 12 листопада 2010.
- Привид вільного світу. Передмова до книжки «Кислотний комунізм» [Архівовано 22 листопада 2021 у Wayback Machine.] // Спільне, 26 серпня 2021.
- Рефлексивне безсилля, іммобілізація та ліберальний комунізм // Спільне, 18 жовтня 2024.
- Марк Фішер. Химерне та моторошне. Пер. з англ. Дмитро Пащенко та Вероніка Подосіннікова. — Київ: видавництво «Контур», 2025.

### Твори Фішера
- Легше уявити кінець світу, аніж кінець капіталізму. Капіталістичний реалізм (2009)
- Не проигрывать лучше, а бороться, чтобы победить (2013)(рос.)
- Никчемный человек (2014)(рос.) [Архівовано 2 лютого 2017 у Wayback Machine.]

### Про нього
- Даниил Леховіцер. Привиди його життя: Хто такий Марк Фішер і чому він став одним із найвпливовіших критиків сучасності (2021) [Архівовано 22 листопада 2021 у Wayback Machine.] // Bird in Flight, 8 червня 2021.